# Adolf Henle
Adolf Henle (ur. 21 sierpnia 1864 w Getyndze, zm. 31 stycznia 1936) – niemiecki lekarz chirurg, profesor Königliche Universität Breslau. 
Syn Jakoba Henlego. Studiował medycynę na Uniwersytecie w Getyndze, doktorat uzyskał w 1889 roku. Z Getyngi przeniósł się do Królewskiej Kliniki Chirurgicznej we Wrocławiu. Od 1891 do 1902 w klinice Mikulicza-Radeckiego, od 1896 jako Oberarzt, habilitował się w 1897 roku. W 1901 został profesorem na Uniwersytecie Wrocławskim. Potem został dyrektorem kliniki w Dortmundzie, gdzie praktykował do 1929 roku.

## Wybrane prace
- Pseudotuberkulose bei neugeborenen Zwillingen (1893)
- Die Operative Versteifung der Erkrankten Wirbelsäule Durch Knochen-Transplantation (1924)